# John Vanderbank
John Vanderbank 

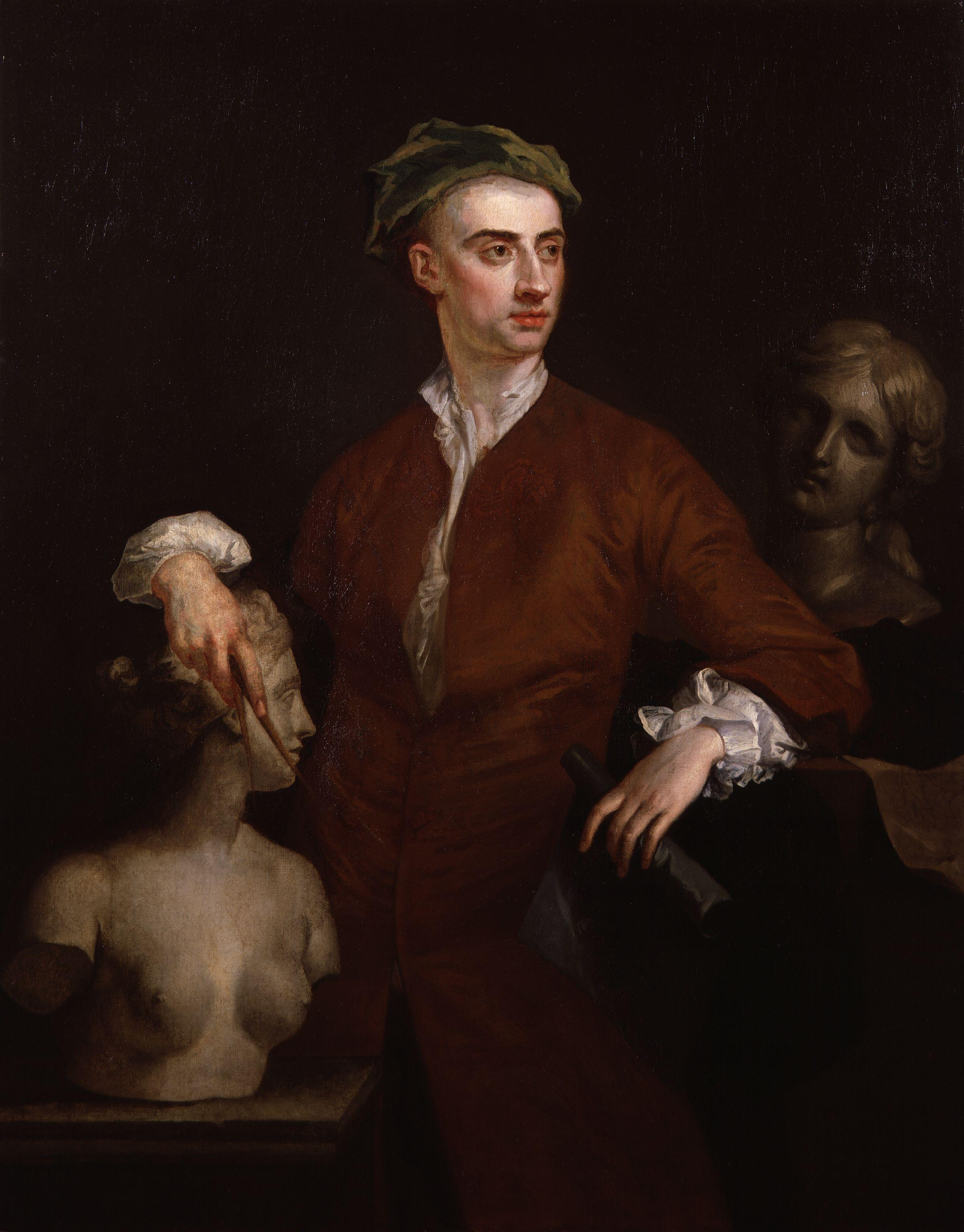
John Michael Rysbrack, por John Vanderbank.

(9 de septiembre de 1694 – 23 de diciembre de 1739) fue un pintor de retratos inglés e ilustrador de libros. Nació y murió en Londres, y está enterrado en la Iglesia de Marylebone. Era el hijo mayor de John Vanderbank, un tapicero que había nacido en París.
Estudió con Sir Godfrey Kneller en la Academia Thornhill's en la famosa calle “Great Queen Street” desde 1711 hasta 1720, donde se unió con Louis Cheron para fundar su propia Academia de St. Martin's Lane. En su época George Vertue dijo de John Vanderbank que "Su intemperancia sólo le impidió ser el mejor retratista de su generación".
Entre las ilustraciones de libros que realizó Vanderbank se incluyen el retrato de Isaac Newton utilizado en la portada de la edición principal de 1726, así como las 66 placas de la primera edición en español de Cervantes: Don Quijote, publicado en Inglaterra (1738). Su retrato de 1725 de Isaac Newton cuelga en el Trinity College, Cambridge.

## Obra
| Personaje                                 | Fecha | Materiales        | Colección                           | Ubicación                    |
| ----------------------------------------- | ----- | ----------------- | ----------------------------------- | ---------------------------- |
| Charles Spencer, III Duque de Marlborough | 1719  | Óleo sobre lienzo | British Government Art Collection   | RU                           |
| La mujer visita a un hada                 | 1721  | Pastel en papel   | Courtauld Institute of Art Galleria | Londres, Inglaterra          |
| Sir Isaac Newton                          | 1725  | Óleo sobre lienzo | Trinity College                     | Cambridge, Inglaterra        |
| Samuel Clarke                             |       |                   | National Portrait Gallery           | Londres, Inglaterra          |
| Jorge I                                   | 1726  | Óleo sobre lienzo | Bowes Museum                        | County Durham, Inglaterra    |
| The Volte Renversee to the Right          | 1728  | Engraving         | Tate Gallery                        | Londres, Inglaterra          |
| Don Quixote Addressing to Goatherds       |       | Óleo sobre madera | Tate Gallery                        | Londres, Inglaterra          |
| George Lambert                            | 1729  | Oil               | Citó Waterhouse                     |                              |
| Edward Wortley Montagu                    | 1730  | Óleo sobre lienzo | British Government Art Collection   | RU                           |
| John Harvey                               | 1732  | Óleo sobre lienzo | British Government Art Collection   | RU                           |
| Queen Caroline                            | 1736  | Óleo              | Duke of Richmond and Gordon         | Goodwood, Sussex, Inglaterra |
| Woman in White                            | 1736  | Óleo sobre madera | Dulwich Picture Gallery             | RU                           |
| A Youth of the Lee Family                 | 1738  | Óleo sobre madera | Tate Gallery                        | Londres, Inglaterra          |
| Woman in a Blue Dress                     |       | Óleo sobre lienzo | Private Collection                  | Ohio                         |
| Charles Christian Reisen                  |       | Óleo sobre lienzo |                                     |                              |
| Louisa Carteret                           | 1736  |                   |                                     | RU                           |